# Damian Mogavero
Damian Mogavero é o fundador da CEO e da DM Ventures, autor de The Underground Culinary Tour, e fundador e ex-CEO da Avero Inc.  Mogavero foi nomeado “Data-Dining King” pela Bloomberg e “foodie do lado direito do cérebro com MBA de cérebro esquerdo” pela Fast Company.

## Começo
Mogavero começou no campo da hospitalidade como um ajudante de garçom de 16 anos em um hotel Hyatt em Nova Jersey.  Antes de seus dias no ramo de restaurantes, Mogavero trabalhou na Wall Street como banqueiro de investimentos na Dillon, Read &amp; Co.

## Carreira
Como CFO de um grupo de restaurantes sediado em Nova York, Mogavero testemunhou a disfunção nos restaurantes quando chefs e gerentes não tinham as ferramentas e informações certas para executar suas operações com eficiência.  Em 1999, Mogavero criou o software de restaurante Avero. Danny Meyer, do Union Square Hospitality Group, e Tom Colicchio, da Crafted Hospitality, estavam entre os primeiros usuários do Avero.
Avero atualmente agrega US $ 24 bilhões em dados de alimentos e bebidas para mais de 10.000 restaurantes em 70 países.  Avero está atualmente sendo usado por empresas como Four Seasons Hotels & Resorts, Caesars Entertainment, Carnival Cruise Line, Union Square Hospitality Group, SBE Entertainment Group e chefs famosos, incluindo Wolfgang Puck, Tom Colicchio, Guy Fieri e Giada de Laurentiis.
Em 2017, Mogavero deixou o cargo de CEO da Avero para abrir a empresa de consultoria e investimento DM Ventures.  A DM Ventures é uma empresa de investimento em hospitalidade e consultoria estratégica. A DM Ventures fez seu primeiro investimento na Go Get Em Tiger, uma rede de cafés com sede em Los Angeles administrada pelos campeões nacionais Barista Kyle Glanville e Charles Babinski.

## Autor
Mogavero é o autor de The Underground Culinary Tour: Como as Novas Métricas dos Principais Restaurantes de Hoje estão Transformando Como a América Come, publicado pelo Crown Publishing Group e co-escrito com Joseph D'Agnese.  É um best-seller da Amazon nas categorias Food and Wine e Enterprise Application.
O livro traz o termo "New Guard Restaurateur", que define os operadores de restaurantes que estão adotando dados e se adaptando às tendências da nova geração de foodie. The Underground Culinary Tour narra a “Underground Culinary Tour” de 25 horas do setor de hospitalidade que educa os melhores executivos de restaurantes usando a cidade de Nova York como um laboratório de restaurantes para mostrar tendências emergentes.  O Underground Culinary Tour foi apresentado três vezes pela CBS This Morning.

## Trabalho sem fins lucrativos e humanitário
Mogavero é um defensor de longa data de iniciativas de fome no mundo, incluindo Share Our Strength.  Como defensor do ensino superior, Mogavero forneceu seu software, o Avero, a universidades para permitir que estudantes universitários aprendessem dados e análises.

## Prêmios
- 2015 - Inovador do Ano, Escola de Administração de Hotéis da Cornell University[15]
- 2013 - Distinguished Lecture Series da Dean, Escola de Administração de Hotéis da Universidade de Cornell
- 2002 - Prêmio Empreendedor da América, Harvard Business School